# Rik Van den Abbeele
Rik Van den Abbeele (Antwerpen, 18 maart 1914 – Leuven, 26 januari 2009), was een van de pioniers van de Belgische televisie.

## Pionier
Reeds in 1951 werd Rik Van den Abbeele, door de toenmalige directeur-generaal van de NIR Jan Boon, uitgestuurd om de start van de eerste nationale televisiezender in België voor te bereiden. Samen met Nic Bal en Bert Janssens werd zowel de BBC in Engeland als het NTS in Nederland bezocht.
Achteraf bleek een organisatie zoals deze in Nederland het meest haalbare en werd op 31 oktober 1953 de eerste televisie-uitzending in Vlaanderen gerealiseerd. Achteraf onderging deze omroep tal van naamsveranderingen, over BRT, BRTN werd het uiteindelijk VRT.

## Jeugdreeksen
Rik Van den Abbeele werd de verantwoordelijke voor de documentaires en jeugdprogramma's. Nog later werd hij bekend als producer van die jeugdreeksen, die tot het collectief geheugen van Vlaanderen zijn blijven behoren. Gestart in 1955 produceerde hij 29 jeugdseries zoals Kapitein Zeppos, Axel Nort, Manko Kapak en Johan en de Alverman.
Hij was ook de ontdekker van presentatoren zoals Bob Davidse, Terry van Ginderen en Paula Sémer. Personen die achteraf als iconen ook bij de pioniers van de vrt behoren. Hij ging met pensioen in 1979.
Hij was de vader van de in 2008 overleden Els Van den Abbeele, zij stond op haar beurt aan de wieg van VTM.